# Formensprache
Formensprache, auch Formenvokabular oder Formsprache, ist ein vor allem in der Bildenden Kunst gebräuchliches Synonym für die Stilelemente eines Kunstwerks, eines Bauwerks, eines Künstlers oder einer Epoche. Der Ausdruck ist seit dem Formbegriff des Kunsthistorikers Heinrich Wölfflin geläufig.
Die Übertragung der linguistischen Begriffe Sprache oder Vokabular auf das Visuelle geht von der Vorstellung aus, dass Formen grundsätzlich ein Mittel der Verständigung und der Identitätsfindung seien. Wölfflin stand der Völkerpsychologie nahe, nach der kollektive psychische Eigenschaften in Kunststilen zum Ausdruck kommen: „Was ein Volk zu sagen hat, spricht es aus in jedem Fall und wenn wir seine Formensprache da beobachten, wo es zwanglos spricht und wir finden nachher in der grossen Kunst, in der Architektur, dieselben Formen wieder […].“
In neuerer Zeit wird versucht, mit Methoden der Mustererkennung linguistische Kriterien auf das Optische anzuwenden (siehe Formale Sprache), woraus sich Schlagworte wie Visuelle Grammatik oder Bildgrammatik ergeben haben.